# Rosicrucian Fellowship

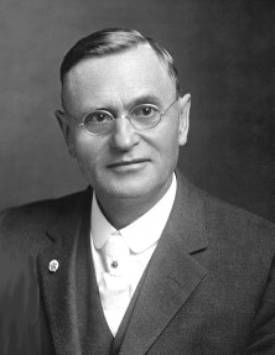
Max Heindel (1865 bis 1919) gründete die Rosenkreuzer-Gemeinschaft Rosicrucian Fellowship

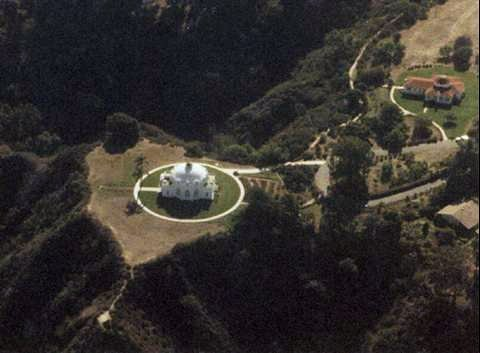
Tempel auf Mount Ecclesia

Die Rosicrucian Fellowship ist eine der zu Beginn des 20. Jahrhunderts auftretenden  Rosenkreuzergemeinschaften. Sie  wurde in der Zeit zwischen 1909 und 1911 von Carl Louis Fredrik Graßhoff, bekannt als Max Heindel in den USA gegründet. Ihr Untertitel lautet: „Verband Christlicher Mystik“. Es handelt sich um einen  amerikanischen Ableger der Anthroposophie, die ebenfalls stark von der Theosophie geprägt ist. Max Heindel hat 1907 in Deutschland Rudolf Steiners esoterische Vorträge u. a. über das Rosenkreuzertum gehört. Nach seiner Rückkehr nach Kalifornien verfasste er das für seine Bewegung grundlegende Buch The Rosicrucian Cosmo Conception (deutsch: „Die Weltanschauung der Rosenkreuzer“), in welchem er den anthroposophischen Lehren eine systematisierte Gestalt unter der Überschrift des Rosenkreuzertums gibt.
Die  Rosicrucian Fellowship lehrt eine theosophisch geprägte Philosophie mit christlichem Anspruch sowie geistiges Heilen. Die Lehren des esoterischen  Christentums und die Philosophie werden durch Fernkurse verbreitet. Das Hauptquartier des Ordens befindet sich in Mount Ecclesia Oceanside, Kalifornien (USA). Anhänger sind in der ganzen Welt zu finden. Sie treffen sich in Zentren und arbeiten in Studiengruppen.